# Rhytidoponera purpurea
Rhytidoponera purpurea é uma espécie de formiga do gênero Rhytidoponera.